# 中國動物保健品
中國動物保健品有限公司，簡稱中國動物保健品（英語：China Animal Healthcare Limited，港交所除牌前：0940.HK），是中国一家动物化药制剂和生物制品制造商及销售商。公司總部位於中國北京亦庄經濟技術開發區康定街6號。
1996年，王彥剛（董事長及首席執行官）創立北京海思科瑞科技有限公司（前身為北京保吉安科技有限公司）。
在2007年12月31日起，中國動物保健品透過彩菱动画制作有限公司去進行換取於新加坡交易所主板上市。2010年12月21日，於香港交易所只進行介紹形式主板上市，也就是不會公開發行股份，以及出售股份。2013年8月29日，中国动物保健品从新加坡交易所退市。
2010年，中國動物保健品以2.88亿人民币收购必威安泰生物60%股权。同年六月，以2.1亿人民币收购健翔和牧。2013年4月，美国礼来公司投资约1亿美元入股中国动物保健品有限公司。
2014年初，公司增持必威安泰的股权至87.8%。

## 連結
- Chinanimalhealthcare.com（页面存档备份，存于）